# Akim Fomin
Akim Feofanowycz Fomin, ukr. Акім Феофанович Фомін, ros. Аким Феофанович Фомин, Akim Fieofanowicz Fomin (ur. 5 marca?/18 marca 1914, w m. Bałta, guberni podolskiej, Imperium Rosyjskie, zm. 1976 w Odessie, Ukraińska SRR) – ukraiński piłkarz, grający na pozycji napastnika, trener piłkarski.

## Kariera piłkarska
Urodzony wiosną 1914 w Bałcie na północy obwodu odeskiego jeszcze przed Rewolucją październikową przeniósł się z rodzicami do Odessy. Akim musiał zmienić religijne imię na Kim Jewhenowycz Fomin, ze względu na naciski ze strony rządu sowieckiego. Prawdziwe imię - Akim Feofanowycz. Występował w odeskich zespołach Zirka i Dynamo. W latach 30. XX wieku bronił barw klubu Traktor Charków, w którym zakończył karierę piłkarza.

## Kariera trenerska
Po zakończeniu kariery piłkarza rozpoczął pracę szkoleniowca. W 1945 roku stał na czele Charczowyka Odessa, którym kierował do sierpnia 1945. Następnie pozostał pracować w odeskim klubie jako asystent trenera. W czerwcu 1947 po raz drugi został mianowany na stanowisko starszego trenera Charczowyka Odessa i dopiero w lipcu 1950 został zmieniony na Mykołę Chyżnikowa. Ale po zakończeniu sezonu 1950 klub został rozformowany. W 1952 pomagał trenować nowo utworzony klub Metałurh Odessa, a potem pracował w Futbolowej Szkole Młodzieży. W pierwszej połowie 1955 po raz trzeci prowadził odeski Charczowyk, a w 1956 pomagał trenować wojskowy zespół OBO Odessa. W 1960 został zaproszony przez trenera Matwija Czerkaskiego do sztabu szkoleniowego Awanharda Żółte Wody. W 1962 razem z trenerem Matwijem Czerkaskim powrócił do odeskiego wojskowego klubu, który już nazywał się SKA Odessa. 10 sierpnia 1963 objął prowadzenie Awanharda Żółte Wody. 4 lipca 1963 podał się do dymisji.
Zmarł w 1976 roku w Odessie w wieku 62 lat.

## Sukcesy i odznaczenia

### Sukcesy trenerskie
Charczowyk Odessa
- mistrz Ukraińskiej SRR: 1949

SKA Odessa (jako asystent)
- mistrz Ukraińskiej SRR: 1962